# (31697) Isaiahoneal
1999 JG33 (asteroide 31697) é um asteroide da cintura principal. Possui uma excentricidade de 0.06810070 e uma inclinação de 4.48242º.
Este asteroide foi descoberto no dia 10 de maio de 1999 por LINEAR em Socorro.